# 业洞信号场
业洞信号场是位于韩国庆尚北道义城郡义城邑的一个号志站，属于中央线。

## 历史
- 1980年1月10日 - 落成使用。
- 2024年9月27日 - 廢止。

## 邻近车站
韓国铁道公社
中央線
望湖信號場 - 业洞信号场 - 义城站